# Ledermanniella batangensis
Espèce
Synonymes
- Dicraeia batangensis Engl.[2] [3]

Statut de conservation UICN

 CR B1ab(ii,iii)+2ab(ii,iii) : 
En danger critique
Ledermanniella batangensis est une espèce de plantes à fleurs du genre Ledermanniella et de la famille des Podostemaceae selon la classification phylogénétique.
Son épithète spécifique fait référence au Grand Batanga où elle est localisée.

## Description
Ledermanniella batangensis est une plante endémique du Cameroun. La plante a été vue au niveau des chutes de la Lobé. On a constaté un déclin continu de sa zone de présence et de la qualité de son habitat, car les chutes d'eau de la Lobé sont une destination touristique. Classée en danger critique d'extinction, cette espèce est peut-être éteinte.